# معبد النار تشوير
معبد النار تشوير (بالفارسية: آتشکده تشویر) هو معبد نار تاريخي يعود إلى عصر الساسانيين، ويقع في مقاطعة طارم.